# Lijst van beelden in Kerkrade
Dit is een (onvolledige) chronologische lijst van beelden in Kerkrade. Onder een beeld wordt hier verstaan elk driedimensionaal kunstwerk in de openbare ruimte van de Nederlandse gemeente Kerkrade, waarbij beeld wordt gebruikt als verzamelbegrip voor sculpturen, standbeelden, installaties, gedenktekens en overige beeldhouwwerken.
Voor een volledig overzicht van de beschikbare afbeeldingen zie de categorie Beelden in Kerkrade op Wikimedia Commons.
| Geplaatst   | Omschrijving                                        | Kunstenaar                   | Straat                                      | Plaats          | Materiaal     | Afbeelding                  |
| ----------- | --------------------------------------------------- | ---------------------------- | ------------------------------------------- | --------------- | ------------- | --------------------------- |
| 1671        | Zonnewijzer                                         |                              | Heyendallaan, Rolduc                        | Kerkrade        |               | Zonnewijzer                 |
| 1857        | Onbevlekte Ontvangenis van Maria                    | Atelier Cuypers-Stoltzenberg | Heyendallaan, Rolduc                        | Kerkrade        |               | Maria                       |
| 1891        | Sint Franciscus                                     |                              | Pannesheiderstraat, klooster                | Bleijerheide    |               | Franciscus                  |
| 1904        | Ailbertus van Antoing                               | Pierre Cuypers?              | Heyendallaan, Rolduc                        | Kerkrade        | hardsteen     | Ailbertus                   |
| 1918        | Heilig Hartbeeld (Kerkrade)                         | Atelier Cuypers-Stoltzenberg | Markt                                       | Kerkrade        |               |                             |
| 1920        | Heilig Hartbeeld (Spekholzerheide)                  | Carl Esser                   | Patronaatstraat / Akerstraat                | Spekholzerheide | gietijzer     |                             |
| 1921        | Mariabeeld                                          |                              | Doctor Nolensstraat, kerk                   | Kerkrade        | zandsteen     |                             |
| 1928        | Sint Jozef                                          |                              | Kapelweg, kerk                              | Kerkrade        | steen         |                             |
| 1930        | Heilig Hartbeeld (Eygelshoven)                      | Atelier Cuypers-Stoltzenberg | St.Hubertusstraat                           | Eygelshoven     |               |                             |
| 1931        | Reliëf Christus                                     |                              | Bleijerheiderstraat, Antonius van Paduakerk | Bleijerheide    |               |                             |
| 1932        | Heilig Hartbeeld (Haanrade, Meuserstraat)           | Victor Sprenkels             | Meuserstraat                                | Kerkrade        | zandsteen     |                             |
| 1947        | Kracht                                              | Twan Lendfers                | Hoog Anstel                                 | Kerkrade        | brons         |                             |
| 1948        | Koningin Wilhelminafontein                          | Piet Moonen                  | Franciscanerstraat                          | Bleijerheide    |               |                             |
| 1950        | (4 beelden)                                         | Gène Eggen                   | St.Hubertusstraat / St.Jansstraat, kerk     |                 |               |                             |
|             | Heilig Hartbeeld                                    |                              | Kloosterbosvoetpad                          | Kerkrade        |               |                             |
| 1952        | Sint-Barbarabeeld                                   | Gène Eggen                   | Sint Hubertusstraat                         | Eygelshoven     |               |                             |
|             | Michaël                                             |                              | Pastor Knubbenplein, kerk                   | Spekholzerheide |               |                             |
|             | Sint Martinus                                       |                              | Patronaatstraat, kerk                       | Spekholzerheide |               |                             |
| 1954        | Kruisbeeld                                          | Walter van Hoorn             | Pleinstraat 1                               | spekholzerheide |               |                             |
|             | Sint Barbara                                        |                              | Kampstraat 50                               | Heilust         |               |                             |
| 1955        | (reliëf)                                            | Walter van Hoorn?            | Doctor Nolensstraat 11                      | Terwinselen     | keramiek      |                             |
| 1955        | (reliëf)                                            | Walter van Hoorn             | Doctor Nolensstraat 13                      | Terwinselen     | keramiek      |                             |
| 1957        | D'r Joep (De Mijnwerker) (Markt)                    | Wim van Hoorn                | Markt                                       | Kerkrade        | brons         | D'r Joep                    |
| 1960        | St.Barbara                                          | Jo Ritt                      | Oude Schachtstraat                          | Kerkrade        |               |                             |
| 1962        | H.Barbara en H. Michaël                             |                              | Nassaustraat, kerk                          | Chevremont      |               |                             |
| 1963        | Sleutel                                             | Gène Eggen                   | Hertogenlaan / Directeur Evertsstraat       | Kerkrade        | steen         |                             |
| 1964 / 2012 | Plastiek                                            | Frans Gast                   | Schaesbergerstraat                          | Kerkrade        | brons         |                             |
|             | Heilig Hartbeeld (Chevremont)                       |                              | Coolenstraat, naast kerk                    | Chevremont      |               | Heilig Hartbeeld Chevremont |
| 1966        | Comme une Fleur                                     | Piet Killaars                | Kampstraat / Willem Sofiaplein              | Spekholzerheide | brons         | Comme une Fleur             |
| 1966        | Orpheus                                             | Gène Eggen                   | Europaplein, Rodahal                        | Kerkrade        | ijzer / brons |                             |
| 1967        | (Mozaïek)                                           | Theo Lenartz                 | Onze Lieve Vrouwestraat, school             | Kerkrade        |               |                             |
| 1968?       | (reliëf} (zonnestralen)                             | Walter van Hoorn             | Doctor Ariënsstraat                         | Kerkrade        | keramiek      |                             |
| 1970        | Verbinding / Alle Menschen werden Brüder (D'r Knub) | Shinkichi Tajiri             | Nieuwstraat / Holzstraat                    | Kerkrade        | brons         | D'r Knub                    |
| 1971        | Sculptures tristes                                  | Eugène Dodeigne              | Sint Pieterstraat, kliniek                  | Chevremont      | hardsteen     |                             |
| 1972        | Ploegende                                           | Twan Lendfers                | Schaesbergerstraat                          | Kerkrade        |               |                             |
| 1972        | Waterorgel                                          | Harry Marks                  | Brugmolenweg / Brughofweg                   | Kerkrade        | rvs           | Waterorgel                  |
| 1972        | Sint Barbara                                        |                              | Nassaustraat-Prinses Irenestraat            | Chevremont      |               |                             |
| 1977        | De Duivenmelker                                     | Wim Rijvers                  | Kapelstraat                                 | Kerkrade        | zandsteen     |                             |
| 1977        | Ontkiemende zaadcel                                 | Henk Wildenberg              | Jonkerbergstraat                            | Bleijerheide    | brons         |                             |
| 1977        | Spelende Kinderen                                   | Jits Bakker                  | Vroenstraat                                 | Bleijerheide    | brons         |                             |
| 1978        | D'r Träoteman (Muzikant Bergkapel)                  | Vera van Hasselt             | Van Beethovenstraat (voorheen Kapellaan)    | Kerkrade        | brons         |                             |
| 1978        | Riengele Riengele Roza                              | Thomas Bodr                  | Pastoor Wijnenplein                         | Kerkrade        |               |                             |
| 1978        | Vrij                                                | René Nijssen                 | Luchesiusstraat                             | Kerkrade        | brons         |                             |
| 1979        | Buuttereedner                                       | Frans Timmermans             |                                             | Kerkrade        |               |                             |
| 1979        | Dorpspastoor                                        | Frans Carlier                | Leliestraat / Kapelweg                      | Kerkrade        | brons         |                             |
| 1980        | Evenwicht                                           | Dick van Wijk                | Nachtegaalstraat                            | Eygelshoven     | brons         |                             |
| 1980        | Gesprek                                             | Pieter d'Hont                | Dr.Nolensstraat                             | Kerkrade        |               | Gesprek                     |
| 1980        | Man en vrouw                                        | Rien Derks                   | Frans Halsstraat / Rembrandt van Rijnstraat | Kerkrade        | brons         |                             |
| 1981        | Kinderen                                            | Eva Mendlik                  | St.Hubertuslaan / Doctor Ariensstraat       | Kerkrade        | steen         |                             |
| 1982        | Il Fumaro                                           | Han van Wetering             | Elbereveldstraat                            | Spekholzerheide | staal         |                             |
| 1982        | Koppel                                              | Francois Kocacs              | Heiveldplein                                | Kerkrade        | marmer        |                             |
| 1982        | Monoliet                                            | Charles Eyck                 | Kapellaan / Stationsstraat                  | Kerkrade        |               |                             |
| 1983        | Vader en zoon                                       | Pieter d'Hont                | Schaesbergerstraat                          | Kerkrade        | brons         |                             |
| 1984        | Ontginning / Ploeg                                  | Lo van der Linden            | Veldhofstraat                               | Eygelshoven     |               |                             |
| 1985        | Vibrazione                                          | Guglielmo Vecchetti Massacci | Koningsweg                                  | Kerkrade        | marmer        |                             |
| 1986        | Kind op kermispaard                                 | Pieter d'Hont                | Kapelstraat                                 | Kerkrade        | brons         |                             |
| 1987        | Doorgang                                            | Désirée Tonnaer              | Bergeikstraat                               | Eygelshoven     | brons         |                             |
| 1988        | Sjang                                               | Godfried Pieters             | Heyendallaan, Rolduc                        | Kerkrade        |               | Sjang                       |
| 1989        | (6 beelden)                                         | Jef Courtens                 | Heyendallaan, Rolduc                        | Kerkrade        | keramiek      |                             |
| 1991        | Wachter                                             | Jo Ramakers                  | Nieuwstraat / Pannesheiderstraat            | Kerkrade        | brons         |                             |
| 1993        | Muziekmonument                                      | Wim Steins                   | Domaniale Mijnstraat / Stationsstraat       | Kerkrade        | rvs / brons   |                             |
| 1994        | Old Hickory                                         | Godfried Pieters             | Old Hickoryplein                            | Kerkrade        |               | Old Hickory                 |
| 1996        | Bewening aan het kruis                              | Walter van Hoorn             | Calistusstraat / Doctor Nolensstraat        | Terwinselen     |               |                             |
| 1996        | D'r Franciscaner                                    | Wim Steins                   | Graan                                       | Kerkrade        |               |                             |
| 2000        | De Nar                                              | Lou Thissen                  | markt                                       | Kerkrade        |               |                             |
| 2000        | Schutter                                            | Wim Steins                   | Kerkberg / Torenstraat                      | Eygelshoven     | brons         |                             |
| 2000        | Flaneuse 2000                                       | Jan Vermaat                  | Schaesbergerstraat 25 Firenschat            | Terwinselen     |               | Flaneuse                    |
|             | (sculptuur)                                         |                              | Akerstraat 5                                | Spekholzerheide |               |                             |
| 2008        | Gabriël Grupello (buste)                            | Alexander Taratynov          | Brughofweg                                  | Kerkrade        |               |                             |
| 2010        | Mijnwerker (1952) (Carboonplein)                    | Jan Hooreman                 | Carboonplein                                | Spekholzerheide |               |                             |
|             | (al die handen ..)                                  |                              | Schaesbergerstraat 25 Firenschat            | Terwinselen     |               |                             |
| 2017        | Viva la Vida                                        | Juan García Ripollés         | J.S. Bachstraat / Van Beethovenstraat       | Kerkrade        | glasvezel     |                             |
| 2018        | Bandoneonspeler (D'r Ietz)                          | Marie Stams en Carry Bakker  | Haanraderweg / Meuserstraat                 | Kerkrade        |               |                             |
| 2019        | D'r Vóttekletsjer (mijnpaard)                       | Miriam Vleugels              | Laurastraat / Kommerveldlaan                | Eygelshoven     |               |                             |
| 2019        | Mijnwerkersmonument (mijnlamp)                      | Jack Klaessen                | Heistraat                                   | Kerkrade        |               |                             |